# Qiran
Qiran (persiska: قران), även Kran, var en valuta som användes i Iran från 1825 till 1932 då den ersattes av Rial. Den var först låst till guld- och silvervärdet och senare till brittiskt pund.
Qiran delades ursprungligen upp i 20 sjahi eller 1000 dinar och från 1881 i 100 centimes.